# Rotsvlinder
De rotsvlinder (Lasiommata maera) is een vlinder uit de onderfamilie Satyrinae en de familie Nymphalidae (vossen, parelmoervlinders en weerschijnvlinders).

## Kenmerken
De voorvleugellengte bedraagt 30 tot 32 millimeter.

## Verspreiding en leefgebied
De soort komt voor in grote delen van Europa, in Noord-Afrika en in het westen van Siberië. In Nederland is de soort slechts één keer gevangen, in 1866 door F.J.M. Heylaerts (1831-1916) nabij Balleman een gehucht ten zuiden van Breda. In België is het een schaarse soort uit het zuiden, de soort is in Vlaanderen één keer gemeld, in 1916. De soort vliegt van april tot september. De vlinder vliegt tot op 2000 meter boven zeeniveau.

## Waardplant
De waardplanten van de rotsvlinder zijn diverse grassen, zoals witbol, dravik, struisgras en struisriet. De soort overwintert als rups.